# Renegade (Album)
Renegade (englisch für „Abtrünniger“) ist das dritte Studioalbum der schwedischen Power-Metal-Band Hammerfall und erschien im Jahre 2000. 

## Entstehung und Veröffentlichung
Die Erstveröffentlichung von Renegade erfolgte am 9. Oktober 2000 bei Nuclear Blast. Das Album erschien in seiner Originalausführung als CD mit zehn Titeln (Katalognummer: 27361 65112). Am 1. März 2019 erschien es erstmals als LP-Ausführung bei Back on Black Records (Katalognummer: BOBV590LTD).
Geschrieben wurden die Lieder von den Hammfall-Mitgliedern Joacim Cans und Oscar Dronjak. Bei einigen Stücken wirkte Hammerfall-Gründungsmitglied Jesper Strömblad als Koautor mit, wobei sein Einfluss im Verhältnis zum letzten Album bereits deutlich abgenommen hatte und der Großteil mittlerweile von Cans und Dronjak übernommen wurde. Mit dem Instrumentaltitel Raise the Hammer war auch Gitarrist Stefan Elmgren erstmals an der Autorenschaft eines Hammerfall-Albums beteiligt. Die Produktion aller Lieder erfolgte durch Michael Wagener. Seine Arbeitsweise unterscheidet sich beispielsweise insofern von der des bisherigen Produzenten Fredrik Nordström, als dass die Lieder nacheinander komplett aufgenommen wurden, anstatt den Gesang komplett am Ende aufzunehmen.

## Stil
Nach Aussage von Sänger Joacim Cans sollten die Songs auf dem Album „einfach etwas härter ausfallen, und die Gitarren sollten noch viel fetter rüberkommen“, was unter anderen dadurch erreicht wurde, dass die Band zum ersten Mal mit Wagener zusammenarbeitete.

## Titelliste
1. Templars of Steel (Oscar Dronjak, Joacim Cans) – 5:26
2. Keep the Flame Burning (Oscar Dronjak, Joacim Cans, Jesper Strömblad) – 4:41
3. Renegade (Oscar Dronjak, Joacim Cans, Jesper Strömblad) – 4:23
4. Living in Victory (Oscar Dronjak, Joacim Cans, Jesper Strömblad) – 4:44
5. Always Will Be (Oscar Dronjak) – 4:51
6. The Way of the Warrior (Oscar Dronjak, Joacim Cans, Jesper Strömblad) – 4:08
7. Destined For Glory (Oscar Dronjak, Joacim Cans) – 5:11
8. The Champion (Oscar Dronjak, Joacim Cans, Jesper Strömblad) – 4:58
9. Raise the Hammer (Oscar Dronjak, Stefan Elmgren) – 3:24 (Instrumental)
10. A Legend Reborn (Oscar Dronjak, Joacim Cans) – 5:10

## Liedinformationen
Raise the Hammer ist das erste auf einem Album veröffentlichte Instrumentalstück der Band. Außerdem war Always Will Be die erste richtige Ballade auf einem Hammerfall-Album, da die vorherigen Balladen, nach Joacim Cans „musikalisch dann doch wieder ziemlich heftig ausgefallen sind“.

## Singleauskopplungen
Renegade wurde bereits im August als Single veröffentlicht und erreichte die Spitze der schwedischen Videocharts. Im April 2001 folgte die zweite Single Always Will Be, auf der in Europa neben einer zusätzlichen Akustikversion auch The Fallen One vom Vorgängeralbum Legacy of Kings, sowie das Judas-Priest-Cover Breaking the law enthalten waren.
Neben dem Musikvideo zu Renegade, findet sich unter dem Titel Hammerfall in Wireworld eine Auswahl weiteren Videomaterials.
Singles in den Charts

| Jahr | Titel          | Höchstplatzierung, Gesamtwochen, AuszeichnungChartplatzierungen (Jahr, Titel, , Platzierungen, Wochen, Auszeichnungen, Anmerkungen) | Höchstplatzierung, Gesamtwochen, AuszeichnungChartplatzierungen (Jahr, Titel, , Platzierungen, Wochen, Auszeichnungen, Anmerkungen) | Anmerkungen                             |
| Jahr | Titel          | DE | SE | Anmerkungen                             |
| ---- | -------------- | --- | --- | --------------------------------------- |
| 2000 | Renegade       | DE89 (1 Wo.)DE | SE17 (8 Wo.)SE | Erstveröffentlichung: 31. August 2000   |
| 2000 | Always Will Be | — | SE50 (5 Wo.)SE | Erstveröffentlichung: 27. November 2000 |

## Kommerzieller Erfolg

### Chartplatzierungen
Raise the Hammer ist, neben dem späteren Threshold, das einzige Album der Band, mit dem sie den Sprung an die Spitze der schwedischen Albumcharts schaffte.
| ChartsChartplatzierungen | Höchstplatzierung | Wochen |
| ------------------------ | ----------------- | ------ |
| Deutschland (GfK)        | 17 (5 Wo.)        | 5      |
| Österreich (Ö3)          | 43 (1 Wo.)        | 1      |
| Schweden (GLF)           | 1 (9 Wo.)         | 9      |
| Schweiz (IFPI)           | 72 (2 Wo.)        | 2      |

### Auszeichnungen für Musikverkäufe
| Land/Region     | Auszeichnungen für Musikverkäufe (Land/Region, Auszeichnung, Verkäufe) | Verkäufe |
| --------------- | ---------------------------------------------------------------------- | -------- |
| Schweden (IFPI) | Gold                                                                   | 40.000   |
| Insgesamt       | 1× Gold ·                                                              | 40.000   |